# Римский-Корсаков, Николай Александрович (контр-адмирал)
Николай Александрович Римский-Корсаков (1852—1907) — военно-морской и государственный деятель Российской империи, контр-адмирал (1900) из рода Римских-Корсаковых. Архангельский губернатор в 1901—1904 гг. Директор Николаевской морской академии в 1904—1906 гг. Товарищ морского министра в 1906 г.

## Биография

### Образование и служба во флоте
Родился в 1852 году. Был представителем известной морской династии Римских-Корсаковых. Как и его предки, получил образование в Морском училище, которое окончил в 1870 году, когда его возглавлял Воин Андреевич Римский-Корсаков. Затем продолжил своё военно-морское образование в стенах училища. В 1875 году окончил Минный офицерский класс. 12 мая 1878 года зачислен в минные офицеры 1-го разряда.
В 1876—1879 годах он находился в кругосветном плавании на клипере «Гайдамак» в Тихом океане. В 1880—1888 годах Н. А. Римский-Корсаков был адъютантом великого князя Константина Николаевича. 8 апреля 1884 года произведен в капитан-лейтенанты. В 1888—1891 годах состоял военно-морским агентом во Франции. В 1891 году пожалован орденом Почётного легиона офицерского креста. В 1891—1894 годах командовал яхтой «Стрела». В 1894—1896 годах командовал крейсером «Рында». Состоял членом временного отделения Кронштадтского порта в Санкт-Петербурге и экспертом в Санкт-Петербургском окружном суде. В 1898—1901 годах капитан 1-го ранга Римский-Корсаков командовал императорской яхтой «Штандарт» и 5-м флотским экипажем. В 1900 году получил чин контр-адмирала.
В декабре 1901 года Высочайшим приказом по Морскому ведомству Римский-Корсаков был назначен архангельским губернатором. Эту должность он занимал до начала 1904 года.

### В Николаевской морской академии
26 апреля 1904 года, по Высочайшему повелению, Римский-Корсаков был назначен начальником Николаевской морской академии и директором Морского кадетского корпуса.
Ещё перед началом Русско-японской войны Особое совещание Главного морского штаба начало работу по изысканию мер для повышения уровня морского образования. В частности, предлагалось выделить общеобразовательные роты в Морском корпусе в отдельное учебное заведение. Однако проведению реформ помешала начавшаяся война с Японией. На позициях проведения преобразований стоял и новый руководитель Морской академии и корпуса. Так, 8 июля 1905 года Римский-Корсаков подал морскому министру докладную записку о необходимости изменения правил и устава корпуса, в которой писал о необходимости введения новых предметов и увеличения курса с трёх до четырёх лет, а также выступал против полного упразднения общих классов, в которые могли бы поступать дети моряков.
Римский-Корсаков возглавил Морской корпус после контр-адмирала Г. П. Чухнина, приверженца жестокой системы воспитания. С приходом нового руководителя в заведении начальника наступило некоторое потепление: массовые наказания практически не применялись, но к неуспевающим стали относиться более строго. С февраля 1905 года в учебном заведении стал выходить научно-литературный журнал «Компас».
7 августа 1906 года был назначен товарищем морского министра. Скончался в 1907 году.

## Награды

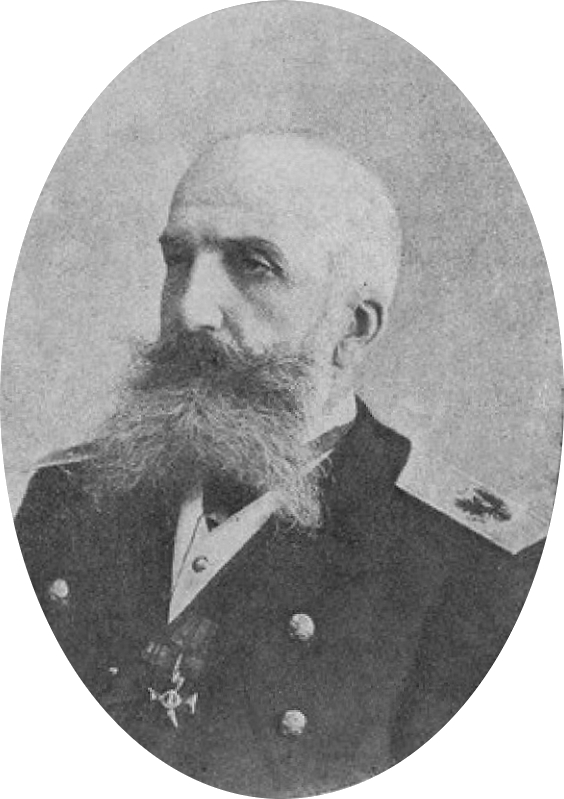
Фото контр-адмирала Н. А. Римского-Корсакова, 1904 г.

- Орден Святой Анны 2-й степени (1893)[5]
- Орден Святого Владимира 4-й степени с бантом, за 20 морских кампаний (1895)[5]
- Орден Святого Владимира 3-й степени (6 декабря 1898)[5]
- Орден Святого Станислава 1-й степени (6 декабря 1902)[5]
- Серебряная медаль «В память царствования императора Александра III» (1896)[5]

Иностранные:
- Орден Саксен-Эрнестинского дома, командорский крест II-го класса (1884)[5]
- греческий Орден Спасителя 3-й степени (1887)[5]
- французский Орден Почётного легиона, офицерский крест (1891)[5]
- австро-венгерский Орден Железной короны 2-й степени (1897)[5]
- датский Орден Даннеброг командорский крест I-го класса (1899)[5]

## Семья
Был женат на Вере Львовне Давыдовой, племяннице П. И. Чайковского. Их потомки проживают в США. А после смерти Веры Львовны в 1888 году женился на её сестре, Наталье Львовне Давыдовой (1866—29.04.1956, Уэст-Ориндж, Нью-Джерси, США). Их третья сестра — Анна Львовна Давыдова — вышла замуж за Николая Карловича фон Мекка (до наших дней сохранилось фото, где Николай Александрович сидит с Николаем Карловичем).
Дети: сын — Владимир Николаевич Римский-Корсаков (1900—28.05.1981, Вашингтон), сотрудник библиотеки атомной лаборатории в Брукхевене (Лонг-Айленд).
Дочь — Ирина Николаевна Миштовт (ум. 4.02.1972, Вашингтон), фрейлина императрицы Александры Фёдоровны, замужем: 1-й брак — за генерал-майором флота, военно-морским агентом в США (1909—1915) Дмитрием Степановичем Васильевым (1871—22.02.1915, Нью-Йорк); 2-й брак — за капитаном 2-го ранга Илларионом Викентьевичем Миштовтом (1881—20.08.1974, Вашингтон).